# 鴨王
《鴨王》（英語：The Gigolo）是2015年上映的一部香港喜劇電影。由王晶，張敏監製，區焯文擔任導演，並由朱家鋭領銜主演。

## 劇情
懵懂少年何巨峯（何浩文 飾）被學校退學，之後，母親又因病倒下，於是，整個家庭的重擔便落到了他的肩上。何巨峯來到了紅姐（江美儀 飾）所經營的夜店做清潔工，最終沒法抵受金錢的誘惑，成爲了一名夜店牛郎。何巨峯初來步到，處處碰壁，更被頭牌基斯（白健恩 飾）羞辱戲弄，前途一 片茫然，就在此時，何巨峯偶然邂逅了早已經隱退江湖的一代鴨王埃博森（單立文 飾），後者化身成爲其師傅，將畢生經驗絕學傳授給何巨峯。何巨峯重回夜店，技藝果然精湛了許多，他一路披荊斬棘，最終成爲了夜店裏的當紅小生，甚至有女客人爲了他，甘願拋棄家庭。

## 演員
| 演員   | 角色     | 暱稱／關係                                                                                               |
| 何浩文 | 何巨鋒   | 新晉鴨王、演員。因生殖器巨大，所以同學稱其為「巨男」，Ben死後被Chloe「私有化」。                         |
| 袁嘉敏 | Michelle | Ben妻、Chloe繼母、鋒的客人，实际上是BEN與手下的性玩具。最後因欲殺Chloe而被鋒槍殺身亡。                   |
| 何珮瑜 | Chloe    | 年轻导演，招募电影主角时看中锋使其变成明星。请求锋假扮男友，但被Peter下迷药，被锋救出后二人坠入爱河。    |
| 唐紫睿 | Yoyo     | 鋒客人。                                                                                                 |
| 盧宛茵 | 珍姐     | 鋒母。                                                                                                   |
| 江美儀 | 紅姐     | 鋒表姐、鴨店老闆。                                                                                       |
| 何華超 | Ben      | Chloe之父、Michelle之夫、黑道老大。最後被Michelle槍殺。                                                  |
| 喇英   | Peter    | 鋒兒時死對頭，富二代。因想迷姦Chloe而遭到鋒抓到，並拍攝生殖器取名為吋男。                                |
| 白健恩 | Chris    | 鋒同事。嫉妒鋒搶走Yoyo。                                                                                 |
| 單立文 | Abson    | 上屆鴨王、何巨鋒師父。                                                                                   |
| 王俊棠 | 大懵成   | 鋒父。本名為「大撚成」，因得罪黑社會，生殖器遭「踢爆」，名變為「大懵成」，故事中期因欠債遭到砍死在街頭。 |
| 梁敏儀 | 貝兒     | 上屆鴨王Abson御用髮型師，疑為雙性戀。                                                                    |
| 樊玲   | Jolie    | 鋒初戀女友。因誤會鋒與「重口味」客人為新戀情，憤而錄影祝福片段並與其分手。                               |
| Ming仔 |          | 鋒的朋友                                                                                                 |
| 何啟華 | 哨牙蘇   | 鋒的中學同學                                                                                             |

## 分級
| 國家/地區 | 分級   |
| --------- | ------ |
| 香港      | III級  |
| 台灣      | 限制级 |
| 新加坡    | M18    |
| 日本      | R18+   |
| 韩国      | 18     |

## 獎項

### 第11屆金話梅電影選舉
| 年份 | 獲提名 | 獎項         | 結果 |
| ---- | ------ | ------------ | ---- |
| 2016 | 区焯文 | 最爛電影導演 | 獲獎 |
| 2016 | 何浩文 | 最爛男演员   | 獲獎 |
| 2016 | 袁嘉敏 | 最爛女演员   | 提名 |

## 外部連結
- 香港影庫上《鴨王》的資料（繁體中文）
- 互联网电影数据库（IMDb）上《鴨王》的资料（英文）